# Paul S. Williams
Pour les articles homonymes, voir Paul Williams et Williams.
Paul S. Williams est un chroniqueur musical et écrivain américain né le 19 mai 1948 et décédé le 27 mars 2013. En janvier 1966, il fonde Crawdaddy! (en), le premier magazine américain d'envergure nationale consacré à la critique du rock. Il fait partie des auteurs les plus influents sur les travaux des musiciens Bob Dylan, Brian Wilson et Neil Young ainsi que sur les écrivains de science-fiction Philip K. Dick (il est exécuteur testamentaire de son patrimoine littéraire) et Theodore Sturgeon.

## Carrière
Williams lance plusieurs fanzines consacrés à la science-fiction. Dans le court laps de temps où il fréquente Swarthmore College, il fonde en janvier 1966 Crawdaddy! (en), le premier magazine américain d'envergure nationale consacré à la critique du rock, avec l'aide de quelques amis amateurs de science-fiction,,. Il rédige entièrement les dix pages du premier numéro, publié à l'aide d'une machine miméographique,. Il quitte le magazine en 1968 et recommence sa parution en 1993 mais il doit y renoncer en 2003 en raison de difficultés financières.
Par ailleurs, il écrit plus de 25 livres. Les plus célèbres sont Outlaw Blues, Das Energi et Bob Dylan: Performing Artist (en), une trilogie remportant un large succès. Les travaux de Williams sont une référence sur des musiciens comme Bob Dylan, Brian Wilson et Neil Young ainsi que sur les écrivains de science-fiction Philip K. Dick (Williams est exécuteur testamentaire de son patrimoine littéraire) et Theodore Sturgeon. Les derniers ouvrages de Williams sont The 20th Century's Greatest Hits (qui dresse un palmarès de 40 films, livres et autres documents) en 2000 et le dernier volume de ses chroniques sur la musique de Bob Dylan : Bob Dylan: Mind Out of Time (Performing Artist Vol. 3, 1987-2000), en 2004.
En 1981, il rédige et publie avec David G. Hartwell (en) la première édition en livre de la Déclaration universelle des droits de l'homme, prefacée par Jimmy Carter.

## Association avec Philip K. Dick
Au printemps 1967, Trina Robbins, Bhob Stewart (en) et Art Spiegelman permettent à Williams de découvrir les ouvrages de Philip K. Dick. Williams rencontre l'écrivain en août 1968 lors du 26th World Science Fiction Convention (en) qui s'est tenu à Berkeley, en Californie ; les deux hommes deviennent amis pour le restant de leur vie.
En 1974, Williams entame des travaux pour dresser le portrait de Dick dans le magazine Rolling Stone. Le dossier paraît dans le numéro du 6 novembre 1975 ; intitulé « The True Stories of Philip K. Dick », il couvre plusieurs sujets, dont les nombreuses théories sur le cambriolage survenu en 1971 chez Dick, dans sa maison de San Rafael, sa tentative de suicide en 1972 en Colombie-Britannique, le déménagement qui s'ensuit vers le comté d'Orange, la politique de l'époque et les liens entre sa carrière d'écrivain et son usage de drogues (dont son addiction aux amphétamines et ses quelques expériences avec le LSD).
Après le décès de Dick, Williams devient l'exécuteur testamentaire de ses œuvres littéraires pendant plusieurs années et, dans cette fonction, il obtient la publication de plusieurs romans inédits de style néoréaliste.
Entre 1983 et 1992, Williams codirige la Philip K. Dick Society avec Andy Watson et Keith Bow-den au Royaume-Uni. L'association compte des milliers de membres à l'international et joue de sa grande influence pour la diffusion dans le monde des œuvres de l'écrivain. Elle a aussi publié 30 lettres d'informations trimestrielles, dont certains présentent des travaux inédits de Dick.
En 1986, Williams publie l'une des premières biographies de l'écrivain :  Only Apparently Real: The World of Philip K. Dick. Il est interviewé dans trois documentaires consacrés à l'artiste : Philip K Dick: A Day in the Afterlife de BBC2 en 1994, The Gospel According to Philip K. Dick en 2001 et  The Penultimate Truth About Philip K. Dick en 2007.

## Vie personnelle
Au début de 1968, Williams a une relation avec Trina Robbins.
Mel Lyman (en), associé et ami de longue date de Williams, participe à une communauté intentionnelle basée à Fort Hill, Boston (en) ; Williams l'intègre pour y vivre et y travailler pendant quelques mois en 1971. D'après David Felton dans Rolling Stone, Williams lui a déclaré qu'il lui a fallu s'enfuir à la faveur de la nuit, car on lui avait dit qu'il était surveillé et qu'il ne pourrait pas quitter la communauté. Sur son site personnel, Williams a aussi vécu dans une communauté installée dans une région sauvage à Gelly Bay en Colombie-Britannique.
En 1972, Williams épouse Sachiko Kanenobu (ja), compositrice et chanteuse japonaise, avec qui il élève deux enfants.
Dans les années 1980, il épouse Donna Nassar, qui publie de nombreuses illustrations pour la nouvelle version de Crawdaddy!.
En 1992, Williams commence une relation avec Cindy Lee Berryhill (en), chanteuse et cofondatrice d'anti-folk, qui deviendra sa veuve.
En 2009, Williams passe une partie de l'année à Encinitas avec Berryhill et leur fils, Alexander Berryhill-Williams. Néanmoins, il est envoyé dans une maison de repos en raison de sa démence : en effet, il est atteint de d'encéphalopathie traumatique chronique, dont les premiers symptômes remontent à un traumatisme crânien subi en 1995 lors d'un accident à vélo,. Le centre de soins réclamant des sommes très élevées, sa famille fait appel aux donations pour payer les factures. Le 14 décembre 2009, Williams bénéficie des remboursements via Medi-Cal (en) (Medicaid).

### Décès
Williams décède à son domicile en Californie le 27 mars 2013, en raison de complications liées à son accident de vélo en 1995. Sur son site officiel, un communiqué précise qu'il « était atteint de traumatisme crânien subi lors d'un accident à vélo, ce qui a conduit à une démence précoce et un déclin continu nécessitant des soins à temps complet. Le fardeau pesant sur son entourage proche était écrasant ».

## Œuvres
- Outlaw Blues: A Book of Rock Music (1969)
- Time Between (1972)
- Das Energi (1973)
- Pushing Upward (1973)
- Apple Bay (1976)
- Coming (1977)
- Right To Pass (1977)
- Heart of Gold (écrit en 1978, publié en 1991)
- Bob Dylan: What Happened? (1979)
- Fox and Hare: the story of a Friday evening. Entwhistle Books, Glen Ellen (Californie). Written by Chester Anderson; "Introduction: the Making of Fox & Hare" by Paul Williams, publisher; illustrations by Charles Stevenson. (1980)
- The Book of Houses (1980)
- Common Sense (1982)
- Waking Up Together (1984)
- Only Apparently Real: The World of Philip K. Dick (en), Arbor House, New York,  (ISBN 0-87795-800-9)) (1986)[20]
- Remember Your Essence (1987)
- The Map or Rediscovering Rock and Roll (a journey) (1988)
- Rock and Roll: The 100 Best Singles (1993)
- Bob Dylan: Performing Artist, vol. 1. (1990)
- Bob Dylan: Performing Artist, vol. 2: The Middle Years (1992)
- Energi Inscriptions (1995)
- Bob Dylan: Watching The River Flow (1996)
- Neil Young: Love To Burn Londres, New York, Paris, Sydney: Omnibus Press.  (ISBN 0-934558-19-1) (1997)
- Brian Wilson & The Beach Boys – How Deep Is The Ocean? (1997)
- The Twentieth Century’s Greatest Hits (2000)
- Bob Dylan: Mind Out of Time (Performing Artist Vol. 3, 1987-2000) (2004)
- The International Bill of Human Rights, Glen Ellen, CA : Entwhistle Books, foreword by Jimmy Carter,  (ISBN 0-934558-06-X) (1981)
- The Complete Stories of Theodore Sturgeon, vol. I-XII